# كيفن هاينز
كيفن هاينز (بالإنجليزية: Kevin Hynes)‏ هو لاعب قذف أيرلندي، ولد في 28 مايو 1986 في بالينسلو ‏ في جمهورية أيرلندا.